# Huta Stanislavciîțka (Sofiivka), Cerkasî
Huta Stanislavciîțka (în ucraineană Гута Станіславчицька) este un sat în comuna Sofiivka din raionul Cerkasî, regiunea Cerkasî, Ucraina.

## Demografie
Componența lingvistică a localității Huta Stanislavciîțka
     Ucraineană (93,33%)
     Rusă (6,67%)
Conform recensământului din 2001, majoritatea populației localității Huta Stanislavciîțka era vorbitoare de ucraineană (93,33%), existând în minoritate și vorbitori de rusă (6,67%).